# ECHOプロトコル
ECHOプロトコル（エコープロトコル）は、インターネット・プロトコル・スイートのサービスの1つであり、 RFC 862 で定義されている。その目的は、IPネットワークのラウンドトリップタイムの計測である。
ホストは、Transmission Control Protocol(TCP)またはUser Datagram Protocol(UDP)を使用し、ウェルノウンポート番号であるポート番号7で、ECHOプロトコルに対応したサーバに接続する。サーバは、受信したデータのコピーを返信する。

## inetdでの実装
UNIX系のオペレーティングシステムでは、ECHOサーバはinetdファミリーのデーモンに組み込まれている。ECHOサービスは通常、デフォルトで無効になっている。ファイル/etc/inetd.confに次の行を追加し、inetdで設定をリロードすることで有効になる。
```
echo   stream  tcp     nowait  root    internal
echo   dgram   udp     wait    root    internal
```

多くのルータで、ECHOプロトコル用のポート7（およびDISCARDプロトコル用のポート9）は、ローカルネットワーク上のホストを遠隔から起動させるためのWake-on-LAN(WOL)マジックパケットを中継する際の代用のポート番号としてデフォルトで設定されている。